# Rabanal del Camino

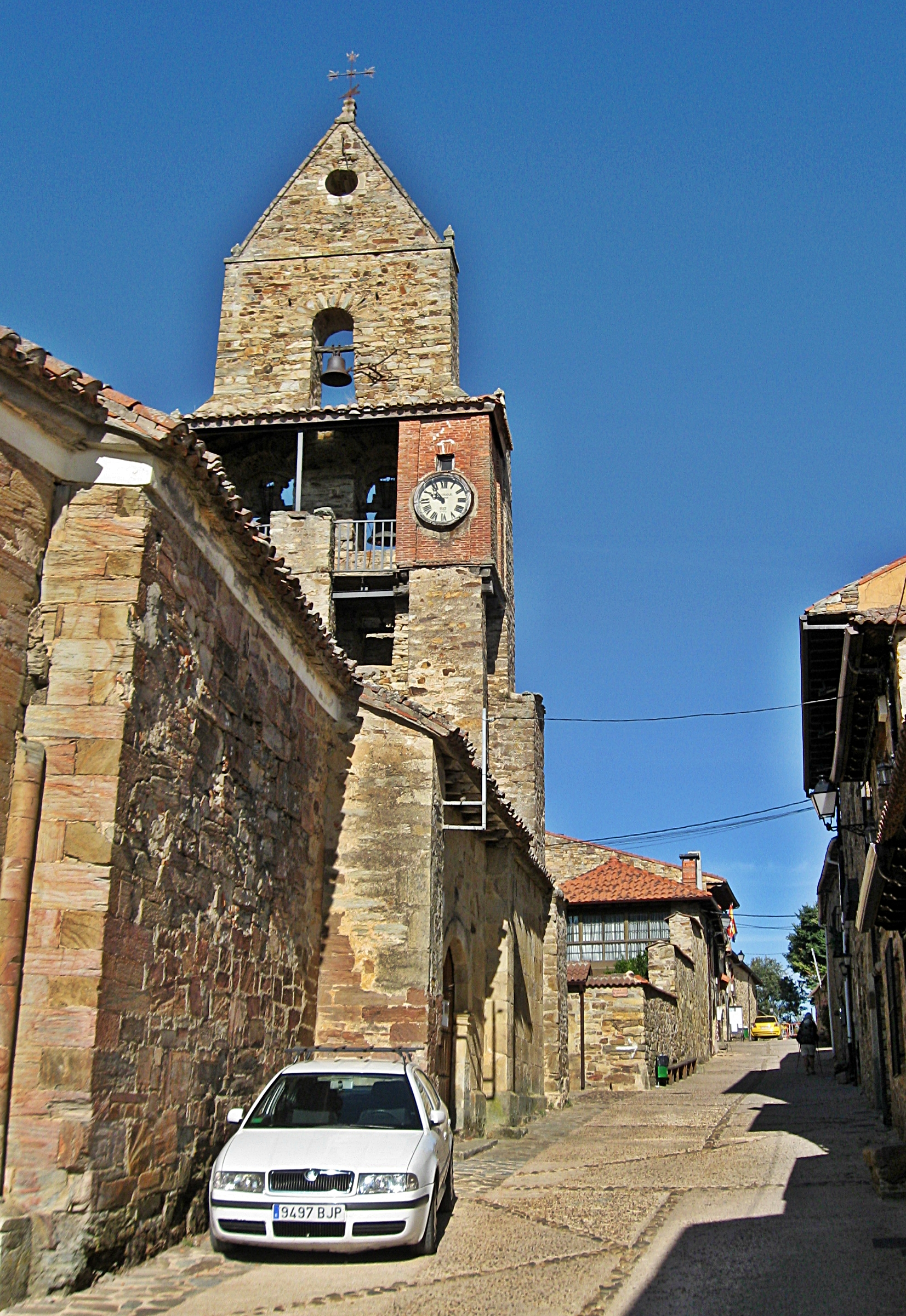
Rabanal del Camino-uliczka

Rabanal del Camino – miejscowość leżąca na terenie Hiszpanii, w prowincji León, znajdującej się we wspólnocie autonomicznej Kastylia i León.
W bezpośredniej okolicy leży miasto Astorga, słynące z wyrobów czekoladowych oraz Pałacu Biskupiego autorstwa Antonia Gaudiego. Przez Rabanal del Camino przebiega szlak pielgrzymkowy Droga św. Jakuba (z hiszp. Camino de Santiago) do Santiago de Compostela.